# زباله جمع‌کن

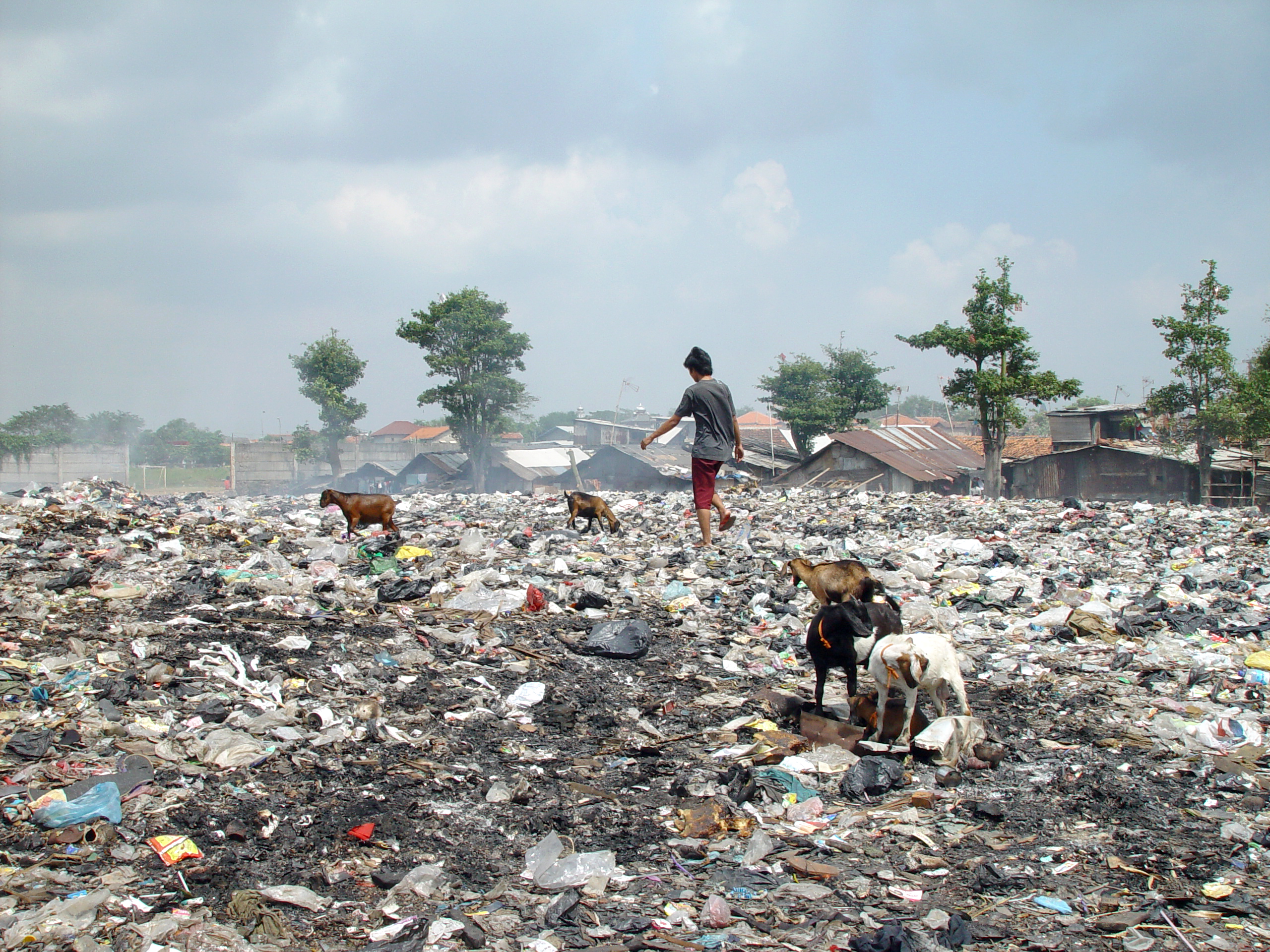
زباله گردی در جاکارتا، اندونزی

زباله جمع‌کن فردی است که مواد قابل استفاده یا قابل بازیافت را که دیگران دور ریخته‌اند، جمع‌آوری می‌کند تا آن‌ها را بفروشد یا برای مصرف شخصی استفاده کند. میلیون‌ها زباله‌گرد در سراسر جهان وجود دارند، عمدتاً در کشورهای در حال توسعه، اما این پدیده به‌طور فزاینده‌ای در جامعه فراصنعتی نیز دیده می‌شود.
اشکال مختلف جمع‌آوری زباله از دوران باستان رواج داشته است، اما سنت‌های مدرن جمع‌آوری زباله در طول صنعتی سازی در قرن نوزدهم ریشه دواندند. در طول نیم سدۀ گذشته، جمع‌آوری زباله در کشورهای در حال توسعه به دلیل شهرنشینی، استعمار سمی و تجارت جهانی زباله به‌طور گسترده‌ای گسترش یافته است. بسیاری از شهرها فقط خدمات جمع‌آوری زباله‌های جامد ارائه می‌دهند.

## اصطلاحات
اصطلاحات متعددی برای افرادی که مواد قابل بازیافت را از جریان زباله جمع‌آوری می‌کنند تا برای فروش یا مصرف شخصی استفاده کنند، به‌کار می‌رود. در زبان انگلیسی این اصطلاحات شامل rag picker (زباله‌گرد)، reclaimer (بازیافت‌کننده)، informal resource recoverer (بازیافت‌کننده غیررسمی منابع)، litter picker (جمع‌کننده زباله‌های پراکنده)، recycler (بازیافت‌کننده)، poacher (قاپ‌زن)، salvager (نجات‌دهنده)، scavenger (کَنده‌کار)، و waste picker (زباله‌گرد) است؛ در زبان اسپانیایی عبارت‌هایی مانند cartonero, chatarrero, pepenador, clasificador, minador و reciclador به‌کار می‌روند؛ و در زبان پرتغالی catador de materiais recicláveis استفاده می‌شود. یک اصطلاح معاصرتر که بر نتیجه فعالیت حرفه‌ای تأکید دارد، «بازیافت در بخش غیررسمی» است. با این حال، واژه «غیررسمی» ممکن است تا حدی گمراه‌کننده باشد، زیرا در عمل یک پیوستار از غیررسمیت کامل تا سازماندهی مناسب در فعالیت‌های رسمی ثبت‌شده و مشمول مالیات وجود دارد.
در سال ۲۰۰۸، شرکت‌کنندگان در نخستین کنفرانس جهانی زباله‌گردها، برای تسهیل ارتباطات جهانی، استفاده از اصطلاح «waste picker» را برای کاربرد انگلیسی انتخاب کردند. اصطلاح «زباله‌گرد» نیز معمولاً استفاده می‌شود، اما بسیاری از زباله‌گردها به دلیل مقایسه ضمنی با جانوران، آن را تحقیرآمیز می‌دانند.
یک زباله‌گرد با یک رفتگر متفاوت است، زیرا زباله‌های جمع‌آوری‌شده توسط دومی ممکن است به محل دفن زباله یا زباله‌سوزی منتقل شوند، نه لزوماً به یک مرکز بازیافت.
«زباله‌گردی» عموماً به عمل فعالان ضد مصرف‌گرایی و فریگنیسماشاره دارد که اقلامی مانند غذا و لباس را از جریان زباله به عنوان نوعی اعتراض به فرهنگ مصرفی بازیابی می‌کنند. «زباله گردی» عموماً به فعالیتی اطلاق می‌شود که صرفاً با انگیزه نیاز اقتصادی انجام می‌شود.

## شیوع و جمعیت‌شناسی
اطلاعات قابل اطمینان کمی دربارهٔ تعداد و ویژگی‌های جمعیتی زباله‌گردها در سراسر جهان وجود دارد. بیشتر تحقیقات دانشگاهی دربارهٔ زباله‌گردها ماهیت کیفی دارند و کمتر به داده‌های کمی پرداخته‌اند. جمع‌آوری داده‌های سیستماتیک و گسترده به دلیل ماهیت غیررسمی این شغل، مرزهای نامشخص، نوسان نیروی کار در فصول مختلف و پراکندگی و تحرک زیاد محل‌های کار دشوار است. همچنین بسیاری از پژوهشگران به‌دلیل نگرانی از اینکه داده‌های کمی ممکن است برای توجیه محدودیت‌ها و سرکوب زباله‌گردی توسط مقامات استفاده شود، تمایلی به انتشار چنین داده‌هایی ندارند؛ بنابراین، تخمین‌های گسترده موجود عمدتاً بر اساس تعمیم‌های نمونه‌های تحقیقاتی بسیار کوچک اولیه هستند. در کتاب خود با عنوان «جمع‌آورندگان جهان» (۲۰۰۷)، مارتین مدینا راهنمایی روش‌شناختی برای پژوهش دربارهٔ زباله‌گردی ارائه می‌دهد.
در سال ۱۹۸۸، بانک جهانی تخمین زد که ۱ تا ۲ درصد از جمعیت جهان از طریق جمع‌آوری زباله امرار معاش می‌کنند. یک مطالعه در سال ۲۰۱۰ تخمین می‌زند که تنها در هند ۱٫۵ میلیون نفر زباله‌گرد وجود دارد. برزیل، کشوری که قوی‌ترین آمار رسمی در مورد زباله‌گردها را جمع‌آوری می‌کند، تخمین می‌زند که نزدیک به یک چهارم میلیون نفر از شهروندانش در زباله‌گردی فعالیت دارند.